# Blayney (ort)
Blayney är en ort i Australien. Den ligger i kommunen Blayney och delstaten New South Wales, i den sydöstra delen av landet, omkring 180 kilometer väster om delstatshuvudstaden Sydney. Antalet invånare är 3 090.
Runt Blayney är det glesbefolkat, med 9 invånare per kvadratkilometer.. Blayney är det största samhället i trakten. 
Trakten runt Blayney består till största delen av jordbruksmark. Genomsnittlig årsnederbörd är 864 millimeter. Den regnigaste månaden är februari, med i genomsnitt 162 mm nederbörd, och den torraste är oktober, med 40 mm nederbörd.